# Тіуанако (культура)

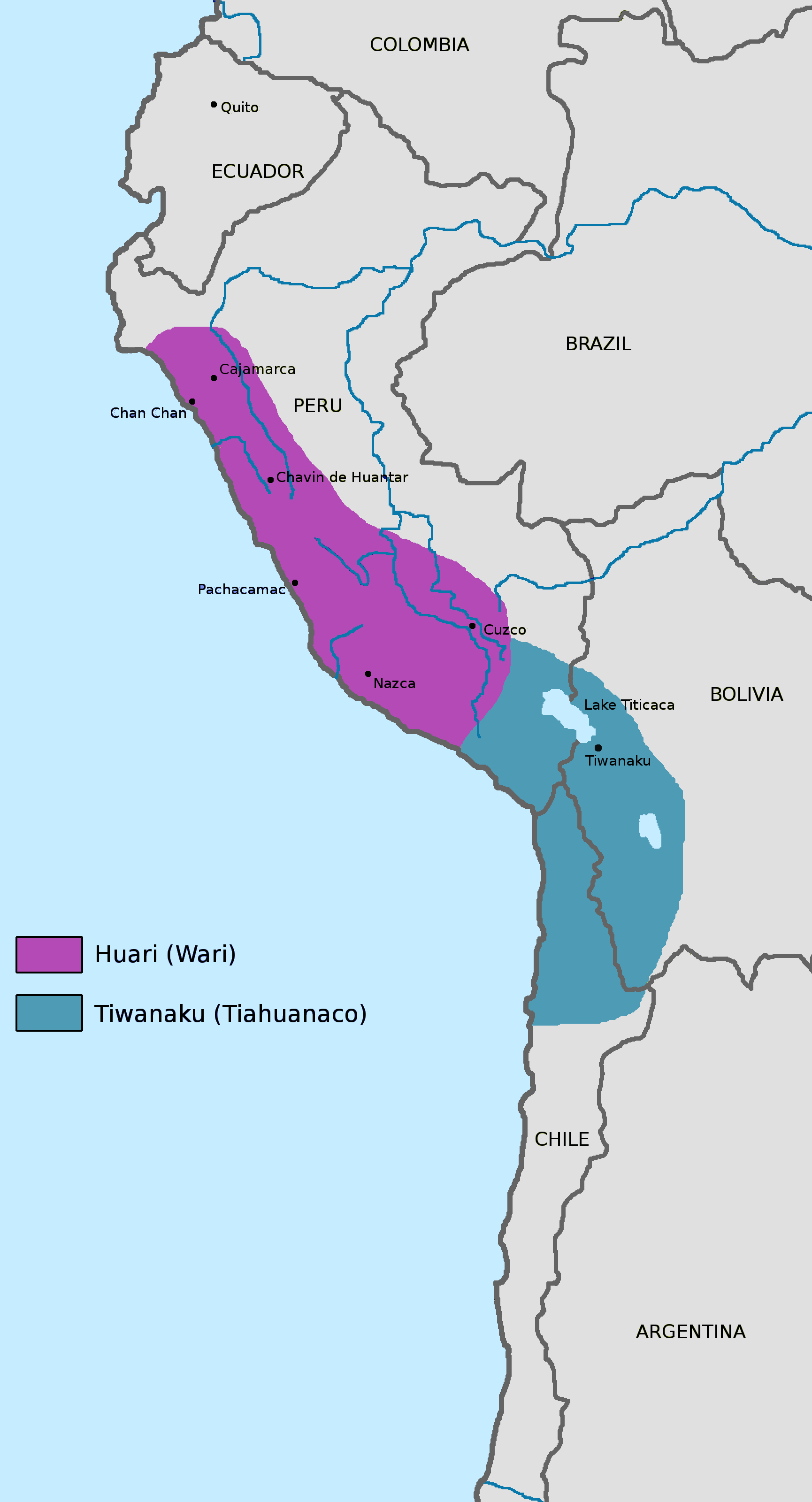
Культури середнього горизонту археології Перу

Тіуанако або Тіаванако (айм. Tiwanaku) — доколумбова культура, що існувала на території сучасних західної Болівії, південного Перу та північної Чилі. Центром цієї культури було місто Тіуанако, що існувала в період від 1500 року до н. е. до 500 року н. е. Назва культури походить саме від назви міста, оскільки мова цього народу не мала писемності і самоназва не збереглася. Саме слово тіуанако — це спотворене центральный камень на мові аймара. У середині XX ст. пропонувалося визнати за Тіауанако аймарську самоназву Віньаймарка (Вічне місто), але наукових доказів на користь такого перейменування не знайшлося.

## Історія
Держава Тіуанако в період свого світанку (700 — 900) займала значну частину Альтіплано і розповсюджувалася до узбережжя Тихого океану. Торгові і культурні зв'язки Тіуанако розповсюджувалися на більшу частину Південної Америки. Представники культури Тіуанако побудували грандіозну систему іригаційних споруд в районі озера Тітікака.
Виділяють чотири періоди розвитку культури Тіуанако:
- Формування: 1600 до н. е. — 800 до н. е.
- Доміський: 800 до н. е. — 45 н. е.
- Класичний: 45 — 700
- Імперський: 700 — 1200.

Відповідно до записів перших іспанських хроністів, першим відомим володарем Тіауанако Піруа Пакарі Манко (датуючи його правління II—III ст. н. е.). Наступним був Аяр Такко Капак (зійшов на престол у 275 році). Серед їхніх спадкоємців виокремлюють володаря-завойовника на ім'я Тупах (Тупак), видатного правителя-просвітника на ім'я Корпа (започаткував календар), а також героїчного Тіту Юпанкі Пачакуті, котрий мужньо боронив землі Тіауанако від зазіхань чужоземців (варварів первісної периферії) і за гинув у битві з дикунами десь у X ст.
Вважається, що господарську кризу в державі спричинили витрати на нескінченні війни із сусідами та виснажлива будівельна гігантоманія. Для втілення у життя амбіційних архітектурних проектів потрібні були кошти і робоча сила. Кошти здобували, грабуючи сусідів, а робітників — або мобілізовуючи власних підданих (тобто відриваючи їх від продуктивного виробництва), або використовуючи працю невільників з числа бранців. Крім того, бездумні витрати й агресивна зовнішня політика призводили до конфліктів із завойованими та незалежними сусідами.
Іншою причиною ослаблення «імперії Тіауанако» називають екологічні негаразди, пов'язані з істотним падінням рівня води в озері Тітікака, яке добре фіксується геологами. Згідно з їхніми висновками, місто Тіауанако колись стояло на березі озера, а нині воно віддалене від Тітікаки на кілька кілометрів, що однозначно свідчить про істотне зниження рівня води в озері за цей історичний період. Такий природний катаклізм мав обов'язково боляче вдарити по аграрному комплексу Тіауанако, але співвіднести ці два явища (занепад цивілізації Тіауанако і зниження рівня озера Тітікака) у плані хроно
логії поки що важко.
Наприкінці XII ст. тіауанакці, втративши провідні позиції в економіці та політиці, регіону назавжди залишили свою столицю, а регіональне домінування перейшло відтоді до аймаромовних індіанців, насамперед лупака, колья, омасую, пакаса.

## Населення
Дискусійним залишається питання точної лінгвістичної ідентифікації народу (чи народів), що створив цивілізацію Тіауанако, оскільки, за переконанням самих індіанців Анд, саме у Тіауанако бог-творець дав початок усім тамтешнім племенам.
Тривалий час вважалося, що ними були індіанці аймара, чиє мовне домінування фіксувалося в регіоні напередодні власне інкського завоювання. Проте самі аймара зберегли у своїх легендах свідчення, що грандіозне «Вічне місто» було збудоване ще задовго до моменту, коли боги створили народ аймара, а археологічні знахідки переконують, що матеріальна культура тіауанакців істотно відрізнялася від аймарських канонів.
Загальну кількість населення, шо проживало в межах Тіауанако та підконтрольної йому аграрної периферії, оцінюють від 115 до 3 65 тис. осіб.

## Мова
Представники культури Тіуанако розмовляли мовою пукіна або мовою урукілья.

## Господарство
Розводили лам і альпак, на родючих вулканічних ґрунтах навчилися ефективно вирощувати кукурудзу, квасолю, картоплю, гарбузи та кіноа (перуанський рис), культивували своєрідну бульбову трав'янисту рослину оку, котру ще називають кислицею бульбоносною.
У водах розташованих неподалік озер Тітікака й Поопо, з'єднаних в одну аквасистему річкою Десагуадеро, ловили рибу за допомогою спеціально навчених бакланів, або мережами, з очеретяних човнів і бальсових плотів, полювали в заростях тотори (місцева болотяно-приозерна тростина) на озерну качку, той же очерет-тотору використовували як паливо і будівельний матеріал.
Свої потреби в білковій їжі задовольняли насамперед за рахунок мисливства, проте м'ясо лам, альпак і делікатесних морських свинок. Із м'яса навчилися виробляти своєрідні"консерви — чаркі (м'ясо, засушене для тривалого зберігання).
Високого рівня розвитку досягла й обмінна торгівля тіауанакців. В околицях Тіауанако знайдено листя коки й тютюну, котрі могли потрапити до цього високогір'я лише із тропічної зони східних схилів Анд; морські мушлі, батьківщиною яких було Тихоокеанське узбережжя; рідкісні сорти базальту, доставлені сюди з району Оруро, та чимало інших предметів, що засвідчували масштабні міжнародні зв'язки носіїв культури Тіауанако.

## Міфологія
Міфи Тіуанако були передані через перекази інків та записані іспанцями, вони захопили цю частину Південної Америки. Тіуанаку поклонялися багатьом богам, одним з найголовніших з яких був Віракоча, бог дії, творець і руйнівник багатьох світів. Разом з двома помічниками він створив людей з каменя на великому шматку скелі. Потім він поділив скелю на райони та послав своїх посмічників, щоб назвати племена, що мешкали в тих областях. Тіуанаку вважали, що Віракоча створив гігантів, щоб перемістити масивний камень, ця ідея лежить в остнові багатьох мифів, однак потім гіганти йому не сподобалися і він викливав повінь, щоб знищити їх. Зображення Віракочі можна побачити на Брамі Сонця в місті Тіуанаку, де він оглядає своїх людей і землі.